# Syndrome de Dubin-Johnson
 Mise en garde médicale
Le syndrome de Dubin-Johnson appelée aussi hyperbilirubinémie type 2, maladie de Dubin-Sprinz et syndrome de Sprinz-Nelson, est une maladie hépatique chronique et bénigne. Elle est héréditaire par transmission autosomique récessive.
Elle est classée E80.6X-001 dans la classification internationale des maladies-10).
Son nom est formé à partir des patronymes des deux médecins qui l'ont décrit pour la première fois.

## Épidémiologie
Sa prévalence en population générale est inconnue. Le syndrome de Dubin-Johnson peut atteindre des sujets de toutes origines ethniques, mais paraît plus fréquent chez les juifs iraniens et irakiens  ou les juifs marocains où, par effet fondateur, il est rapporté comme touchant jusqu'à 1/1300 individus,.

## Étiologie
Le syndrome de Dubin-Johnson est lié à des mutations du gène ABCC2, situé sur le chromosome 10q24,, qui code un transporteur membranaire apical ATP-dépendant qui relaye le transport actif des glucuronides de la bilirubine et autres anions organiques conjugués de l'hépatocyte vers la bile : cette mutation induit une absence ou une insuffisance du transporteur 2MRP2/cMOAT (en) (en anglais : Multidrug resistance-associated protein 2 / canalicular multispecific organic anion transporter 1).
Ceci entraîne un déficit de l'excrétion biliaire de la bilirubine conjuguée avec une augmentation de cette bilirubine conjuguée dans le sérum sans augmentation des enzymes hépatiques (ALAT, ASAT).
Ce déficit est associé à la présence, dans les hépatocytes, d'un pigment proche de la mélanine responsable de la coloration foncée ou noire du foie et à une augmentation de l'excrétion urinaire de la coproporphyrine I, normalement excrétée prioritairement dans la bile.

## Diagnostic

### Diagnostic clinique
Un ictère (anciennement appelé jaunisse) léger à modéré, dû à l'augmentation des concentrations plasmatiques de la bilirubine, non accompagné de prurit révèle souvent la maladie chez un adolescent ou un adulte jeune. Le tableau clinique peut aussi retrouver des douleurs abdominales et une fatigue.
Les urines sont foncées.
La maladie peut être déclenchée par une affection intercurrente  ou la prise de médicaments.
L'augmentation de l'ictère par les contraceptifs oraux et la grossesse a été souvent rapportée. Chez les femmes atteintes de la maladie, l'ictère est présent dans environ 50 % des grossesses.
Il peut n'apparaître que dans le post-partum. La mortalité fœtale ne semble pas majorée. De ce fait, chez ces malades, aucune mesure obstétricale particulière n'est justifiée par l'apparition de l'ictère.
L'examen clinique retrouve peu de symptômes si ce n'est parfois une hépatosplénomégalie.

### Biologie
La bilirubinémie totale (à prédominance conjuguée, avec un rapport bilirubine conjuguée/bilirubine totale de 50 à 80 %) est élevée, en général entre 2 et 5 mg/dl (très rarement jusqu'à 20 mg/dl),.
Les enzymes hépatiques (aminotransférases, phosphatases alcalines, gamma-glutamyltranspeptidase), la concentration totale en acides biliaires, l'albuminémie et le temps de Quick sont normaux. La 5'-nucléotidase (en) est normale.
Un déficit associé en facteur VII est possible, notamment chez les iraniens et les juifs marocains,.
La coproporphyrine urinaire est un bon indicateur des états homozygotes ou hétérozygotes dans le syndrome de Dubin-Johnson. La valeur normale de coproporphyrine urinaire excrétée est de 24,8 % alors qu'elles sont respectivement de 88,9 % et 31,6 % chez les homozygotes et les hétérozygotes.

### Histologie
Bien que l'histologie puisse apporter le diagnostic définitif, la biopsie hépatique n'est pas systématique compte tenu de son caractère invasif, relativement au pronostic bénin de la maladie.
L'examen histologique retrouve un dépôt pigmentaire granulaire typique, brun noir, dans le cytosol des hépatocytes, de localisation principalement centrolobulaire, sans autres anomalies histologiques.

### Examens complémentaires
La scintigraphie hépatique à l'HIDA-Tc99M (en) utilisée chez 6 patients a permis une visualisation différée ou absente de la vésicule et des canaux biliaires et une visualisation intense, homogène et prolongée du foie.
Le diagnostic formel peut être obtenu par l'analyse moléculaire du gène ABCC2.

### Diagnostic différentiel
Le principal diagnostic différentiel est le syndrome de Rotor.
Leur différence réside dans le fait que les hépatocytes ne sont pas pigmentés. On constate de même une augmentation de la bilirubine dans le sérum du patient, surtout sous la forme conjuguée.
|                                       | Syndrome de Rotor                              | Syndrome de Dubin-Johnson                                                                                   |
| Apparence du foie                     | Histologie et apparence normales               | Pigmentation noire du foie                                                                                  |
| Visualisation de la vésicule biliaire | Peut être visualisée par cholécystogramme oral | Ne peut être visualisée                                                                                     |
| Coproporphyrine urinaire totale       | Élevée, < 70 % d'isomère 1                     | Normale avec > 80 % d'isomère 1 (l'urine normale contient une plus grande part d'isomère 3 que d'isomère 1) |

## Traitement
Il n'existe pas de traitement curatif du syndrome de Dubin-Johnson, même si quelques cas de réduction de l'hyperbilirubinémie après administration brève de phénobarbital ont été rapportés.

## Évolution
Le syndrome de Dubin-Johnson est une pathologie bénigne et de bon pronostic. Il n'a jamais été observé d'évolution vers l'insuffisance hépatique, la cirrhose ou la fibrose hépatique.

## Médecine vétérinaire
Ce syndrome se retrouve chez des moutons Corriedale (en) normaux et mutants.